# Saison 2023 de la Super League
Navigation
Édition précédente Édition suivante
La Saison 2023 de la Super League (connu pour des raisons de partenariats comme la Betfred Super League XXVIII) est la vingt-huitième saison de cette compétition, depuis sa création en 1996.
Douze équipes y prennent part. Le dernier est relégué en Championship.
Cette saison voit le retour d'un format ne comprenant qu'une seule équipe française; les Dragons catalans. Le Toulouse olympique ayant été relégué lors de la saison précédente.

## Équipes
La Super League 2023 renouvelle la mise en place un système de relégation et de promotion avec la Championship rétabli en 2022. Cette saison, seul le dernier est relégué en Championship à l'issue de la saison régulière.
Onze des équipes sont dans le Nord de l'Angleterre et une est située dans le Sud de la France avec les Dragons catalans à Perpignan.
| Club                | Classement en 2022 | Entraîneur(s)                        | Capitaine(s)                  | Stade                    | Capacité |
| ------------------- | ------------------ | ------------------------------------ | ----------------------------- | ------------------------ | -------- |
| Castleford Tigers   | 7e                 | Lee Radford → Andy Last → Danny Ward | Paul McShane                  | The Mend-O-Hose Jungle   | 11 750   |
| Dragons catalans    | Barrages           | Steve McNamara                       | Benjamin Garcia               | Stade Gilbert-Brutus     | 14 000   |
| Huddersfield Giants | Barrages           | Ian Watson                           | Luke Yates                    | John Smith's Stadium     | 24 544   |
| Hull FC             | 9e                 | Tony Smith                           | Josh Griffin Carlos Tuimavave | KCOM Stadium             | 25 404   |
| Hull KR             | 8e                 | Willie Peters                        | Shaun Kenny-Dowall            | New Craven Park          | 12 225   |
| Leeds Rhinos        | Finaliste          | Rohan Smith                          | Kruise Leeming Cameron Smith  | Headingley Rugby Stadium | 22 250   |
| Leigh Leopards      | Championship       | Adrian Lam                           | John Asiata                   | Leigh Sports Village     | 12 005   |
| Salford Red Devils  | Demi-finaliste     | Paul Rowley                          | Kallum Watkins                | AJ Bell Stadium          | 12 000   |
| St Helens RLFC      | Champion           | Paul Wellens                         | James Roby                    | Totally Wicked Stadium   | 18 000   |
| Wakefield Trinity   | 10e                | Mark Applegarth                      | Matty Ashurst                 | Beaumont Legal Stadium   | 11 000   |
| Warrington Wolves   | 11e                | Daryl Powell → Gary Chambers         | Stefan Ratchford              | Halliwell Jones Stadium  | 15 500   |
| Wigan Warriors      | Demi-finaliste     | Matt Peet                            | Liam Farrell                  | DW Stadium               | 25 138   |

## Résultats

### Classement final
| Rang | Franchise           | J  | V  | N | D  | Pm  | Pe  | Diff | Pts |
| ---- | ------------------- | -- | -- | - | -- | --- | --- | ---- | --- |
| 1    | Wigan Warriors      | 27 | 20 | 0 | 7  | 722 | 360 | +362 | 40  |
| 2    | Dragons catalans    | 27 | 20 | 0 | 7  | 722 | 420 | +302 | 40  |
| 3    | St Helens RLFC      | 27 | 20 | 0 | 7  | 613 | 366 | +247 | 40  |
| 4    | Hull KR             | 27 | 16 | 0 | 11 | 589 | 498 | +91  | 32  |
| 5    | Leigh Leopards      | 27 | 16 | 0 | 11 | 585 | 508 | +77  | 32  |
| 6    | Warrington Wolves   | 27 | 14 | 0 | 13 | 597 | 512 | +85  | 28  |
| 7    | Salford Red Devils  | 27 | 13 | 0 | 14 | 494 | 512 | -18  | 26  |
| 8    | Leeds Rhinos        | 27 | 12 | 0 | 15 | 535 | 534 | +1   | 24  |
| 9    | Huddersfield Giants | 27 | 11 | 0 | 16 | 473 | 552 | -79  | 22  |
| 10   | Hull FC             | 27 | 10 | 0 | 17 | 476 | 654 | -178 | 20  |
| 11   | Castleford Tigers   | 27 | 6  | 0 | 21 | 323 | 774 | -451 | 12  |
| 12   | Wakefield Wildcats  | 27 | 4  | 0 | 23 | 303 | 742 | -439 | 8   |

|  | Champion de la saison régulière et qualifié pour les demi-finales. |
|  | Qualifié pour les demi-finales                                     |
|  | Qualifié pour la phase finale                                      |
|  | Relégué en Championship.                                           |

Attribution des points : deux points sont attribués pour une victoire, un point pour un match nul, aucun point en cas de défaite.

### Phase finale
|  | Quarts de finale | Quarts de finale | Quarts de finale                                     | Quarts de finale |                                                            |       | Demi-finales                           | Demi-finales                           | Demi-finales                           | Demi-finales                           |  |  | Finale                                        | Finale                                        | Finale                                        | Finale                                        |
|  |                  |                  |                                                      |                  |                                                            |       |                                        |                                        |                                        |                                        |  |  |                                               |                                               |                                               |                                               |
|  |                  |                  |                                                      |                  |                                                            |       | le 7 octobre 2023 au DW Stadium, Wigan | le 7 octobre 2023 au DW Stadium, Wigan | le 7 octobre 2023 au DW Stadium, Wigan | le 7 octobre 2023 au DW Stadium, Wigan |  |  | Le 14 octobre 2023 à Old Trafford, Manchester | Le 14 octobre 2023 à Old Trafford, Manchester | Le 14 octobre 2023 à Old Trafford, Manchester | Le 14 octobre 2023 à Old Trafford, Manchester |
|  |                  |                  |                                                      |                  |                                                            |       | le 7 octobre 2023 au DW Stadium, Wigan | le 7 octobre 2023 au DW Stadium, Wigan | le 7 octobre 2023 au DW Stadium, Wigan | le 7 octobre 2023 au DW Stadium, Wigan |  |  | Le 14 octobre 2023 à Old Trafford, Manchester | Le 14 octobre 2023 à Old Trafford, Manchester | Le 14 octobre 2023 à Old Trafford, Manchester | Le 14 octobre 2023 à Old Trafford, Manchester |
|  |                  |                  |                                                      |                  |                                                            |       | le 7 octobre 2023 au DW Stadium, Wigan | le 7 octobre 2023 au DW Stadium, Wigan | le 7 octobre 2023 au DW Stadium, Wigan | le 7 octobre 2023 au DW Stadium, Wigan |  |  | Le 14 octobre 2023 à Old Trafford, Manchester | Le 14 octobre 2023 à Old Trafford, Manchester | Le 14 octobre 2023 à Old Trafford, Manchester | Le 14 octobre 2023 à Old Trafford, Manchester |
|  |                  |                  |                                                      |                  |                                                            |       | le 7 octobre 2023 au DW Stadium, Wigan | le 7 octobre 2023 au DW Stadium, Wigan | le 7 octobre 2023 au DW Stadium, Wigan | le 7 octobre 2023 au DW Stadium, Wigan |  |  | Le 14 octobre 2023 à Old Trafford, Manchester | Le 14 octobre 2023 à Old Trafford, Manchester | Le 14 octobre 2023 à Old Trafford, Manchester | Le 14 octobre 2023 à Old Trafford, Manchester |
|  |                  |                  |                                                      |                  |                                                            |       | le 7 octobre 2023 au DW Stadium, Wigan | le 7 octobre 2023 au DW Stadium, Wigan | le 7 octobre 2023 au DW Stadium, Wigan | le 7 octobre 2023 au DW Stadium, Wigan |  |  | Le 14 octobre 2023 à Old Trafford, Manchester | Le 14 octobre 2023 à Old Trafford, Manchester | Le 14 octobre 2023 à Old Trafford, Manchester | Le 14 octobre 2023 à Old Trafford, Manchester |
|  | 1er              | Wigan            | 42                                                   | 42               |                                                            |       |                                        |                                        |                                        |                                        |  |  | Le 14 octobre 2023 à Old Trafford, Manchester | Le 14 octobre 2023 à Old Trafford, Manchester | Le 14 octobre 2023 à Old Trafford, Manchester | Le 14 octobre 2023 à Old Trafford, Manchester |
|  | 1er              | Wigan            | 42                                                   | 42               | le 29 septembre 2023 à New Craven Park, Kingston upon Hull |       |                                        |                                        |                                        |                                        |  |  | Le 14 octobre 2023 à Old Trafford, Manchester | Le 14 octobre 2023 à Old Trafford, Manchester | Le 14 octobre 2023 à Old Trafford, Manchester | Le 14 octobre 2023 à Old Trafford, Manchester |
|  |                  |                  | 4e                                                   | Hull KR          | 12                                                         | 12    |                                        |                                        |                                        |                                        |  |  | Le 14 octobre 2023 à Old Trafford, Manchester | Le 14 octobre 2023 à Old Trafford, Manchester | Le 14 octobre 2023 à Old Trafford, Manchester | Le 14 octobre 2023 à Old Trafford, Manchester |
|  | 4e               | Hull KR          | 4e                                                   | Hull KR          | 12                                                         | 12    | 20                                     | 20                                     |                                        |                                        |  |  | Le 14 octobre 2023 à Old Trafford, Manchester | Le 14 octobre 2023 à Old Trafford, Manchester | Le 14 octobre 2023 à Old Trafford, Manchester | Le 14 octobre 2023 à Old Trafford, Manchester |
|  | 4e               | Hull KR          | le 6 octobre 2023 au stade Gilbert-Brutus, Perpignan |                  |                                                            |       | 20                                     | 20                                     |                                        |                                        |  |  | Le 14 octobre 2023 à Old Trafford, Manchester | Le 14 octobre 2023 à Old Trafford, Manchester | Le 14 octobre 2023 à Old Trafford, Manchester | Le 14 octobre 2023 à Old Trafford, Manchester |
|  | 5e               | Leigh            | 6                                                    | 6                |                                                            |       |                                        |                                        |                                        |                                        |  |  | Le 14 octobre 2023 à Old Trafford, Manchester | Le 14 octobre 2023 à Old Trafford, Manchester | Le 14 octobre 2023 à Old Trafford, Manchester | Le 14 octobre 2023 à Old Trafford, Manchester |
|  | 5e               | Leigh            | 6                                                    | 6                | Wigan                                                      | Wigan | 10                                     | 10                                     |                                        |                                        |  |  |                                               |                                               |                                               |                                               |
|  |                  |                  |                                                      |                  | Wigan                                                      | Wigan | 10                                     | 10                                     |                                        |                                        |  |  |                                               |                                               |                                               |                                               |
|  |                  |                  | Dragons Catalans                                     | Dragons Catalans | 2                                                          | 2     |                                        |                                        |                                        |                                        |  |  |                                               |                                               |                                               |                                               |
|  |                  |                  |                                                      |                  | 2                                                          | 2     |                                        |                                        |                                        |                                        |  |  |                                               |                                               |                                               |                                               |
|  |                  |                  |                                                      |                  |                                                            |       |                                        |                                        |                                        |                                        |  |  |                                               |                                               |                                               |                                               |
|  |                  |                  |                                                      |                  |                                                            |       |                                        |                                        |                                        |                                        |  |  |                                               |                                               |                                               |                                               |
|  | 2e               | Dragons Catalans | 12                                                   | 12               |                                                            |       |                                        |                                        |                                        |                                        |  |  |                                               |                                               |                                               |                                               |
|  | 2e               | Dragons Catalans | 12                                                   | 12               | le 30 septembre 2023 à Totally Wicked Stadium, St Helens   |       |                                        |                                        |                                        |                                        |  |  |                                               |                                               |                                               |                                               |
|  |                  |                  | 3e                                                   | St Helens        | 6                                                          | 6     |                                        |                                        |                                        |                                        |  |  |                                               |                                               |                                               |                                               |
|  | 3e               | St Helens        | 3e                                                   | St Helens        | 6                                                          | 6     | 16                                     | 16                                     |                                        |                                        |  |  |                                               |                                               |                                               |                                               |
|  | 3e               | St Helens        |                                                      |                  |                                                            |       |                                        | 16                                     |                                        |                                        |  |  |                                               |                                               |                                               |                                               |
|  | 6e               | Warrington       | 8                                                    | 8                |                                                            |       |                                        |                                        |                                        |                                        |  |  |                                               |                                               |                                               |                                               |
|  | 6e               | Warrington       | 8                                                    | 8                |                                                            |       |                                        |                                        |                                        |                                        |  |  |                                               |                                               |                                               |                                               |
|  |                  |                  |                                                      |                  |                                                            |       |                                        |                                        |                                        |                                        |  |  |                                               |                                               |                                               |                                               |

#### Finale
(mt : 2 - 2)
Homme du match :  Jake Wardle
Points marqués :
- Wigan : 1 essai de Marshall (53e) ; 1 transformation de Smith (54e) ; 2 pénalités de Smith (27e et 64e).
- Dragons Catalans : 1 pénalité de Keighran (38e).

Évolution du score : 2-0, 2-2 (mi-temps), 8-2, 10-2.
Arbitre : Liam Moore
Spectateurs : 58 137
Composition des équipes :
Wigan : Jai Field - Abbas Miski, Tobias King, Jake Wardle, Liam Marshall - Bevan French (o), Harry Smith (m) - Tyler Dupree , Brad O'Neill, Kaide Ellis, Kai Pearce-Paul, Liam Farrell, Morgan Smithies - Sam Powell, Willie Isa, Ethan Havard, Patrick Mago - Entraîneur : Matthew Peet.

### Statistiques

#### Meilleur marqueur de points
| Rang | Joueur           | Club               | Poste         | Points | Essais | Goals | Drops |
| ---- | ---------------- | ------------------ | ------------- | ------ | ------ | ----- | ----- |
| 1    | Harry Smith      | Wigan Warriors     | Demi de mêlée | 212    | 4      | 97    | 2     |
| 2    | Stefan Ratchford | Warrington Wolves  | Centre        | 206    | 2      | 99    | -     |
| 3    | Adam Keighran    | Dragons Catalans   | Centre        | 200    | 13     | 74    | -     |
| 4    | Rhyse Martin     | Leeds Rhinos       | Centre        | 194    | 10     | 77    | -     |
| 5    | Marc Sneyd       | Salford Red Devils | Demi de mêlée | 184    | 3      | 84    | 4     |

#### Meilleur marqueur d'essais
| Rang | Joueur          | Club             | Poste  | Essais |
| ---- | --------------- | ---------------- | ------ | ------ |
| 1    | Abbas Miski     | Wigan Warriors   | Ailier | 28     |
| 2    | Josh Charnley   | Leigh Leopards   | Ailier | 27     |
| -    | Tom Johnstone   | Dragons catalans | Ailier | 27     |
| 4    | Thomas Makinson | St Helens RLFC   | Ailier | 23     |
| -    | Liam Marshall   | Wigan Warriors   | Ailier | 23     |

## Récompenses

### Trophées de fin de saison
Les trophées sont remis aux joueurs et aux clubs la semaine précédant la finale.
- Man of Steel :  Bevan French
- Entraîneur de l'année :  Adrian Lam
- Jeune joueur de l'année :   Josh Thewlis
- Meilleur plaqueur :   Luke Yates
- Meilleur marqueur d'essais :  Abbas Miski

### Dream Team
La sélection « Dream team » de cette saison 2023.
|    | Joueur             | Équipe           | Apparition |
| -- | ------------------ | ---------------- | ---------- |
| 1  | Jack Welsby        | St Helens        | 3          |
| 2  | Josh Charnley      | Leigh            | 3          |
| 3  | Jacob Wardle       | Wigan            | 1          |
| 4  | Shaun Kenny-Dowall | Hull KR          | 2          |
| 5  | Tom Johnstone      | Dragons Catalans | 2          |
| 6  | Bevan French       | Wigan            | 3          |
| 7  | Lachlan Lam        | Leigh            | 1          |
| 8  | Paul Vaughan       | Warrington       | 1          |
| 9  | Edwin Ipape        | Leigh            | 1          |
| 10 | Tom Amone          | Leigh            | 1          |
| 11 | Kallum Watkins     | Salford          | 3          |
| 12 | Liam Farrell       | Wigan            | 6          |
| 13 | John Asiata        | Leigh            | 1          |

## Médias

### Presse
Si la presse généraliste française , selon son habitude, couvre peu l'évènement, Midi olympique y consacre une partie de sa page hebdomadaire dans sa rubrique « Treize Actualités ». Les quotidiens L'Indépendant et la Dépêche du Midi suivent également de près la compétition, leur « audience » dépassant maintenant leurs régions d'origines, grâce à la présence de leurs titres dans l'offre presse des fournisseurs d'accès internet.
L'évènement est largement couvert par les magazines et hebdomadaires britanniques et australiens de rugby à XIII (Rugby Leaguer & League Express, Rugby League World et Rugby League Review) par les médias généralistes comme The Guardian, et de manière plus épisodique par le Times.
L'inconnu est, comme pour chaque saison,  le suivi, ou non, de la compétition par les médias généralistes ou sportifs français. En effet, une équipe française dispute toujours la compétition. 

### Télévision
Pour la diffusion des matchs à la télévision en France, un accord est finalement trouvé entre les Dragons catalans et Beinsport. 
Au Royaume-Uni, Channel 4 débute la retransmission de certaines rencontres. Jusqu'ici seule Sky couvrait la compétition.